# Bertiera heterophylla
Bertiera heterophylla là một loài thực vật có hoa trong họ Thiến thảo. Loài này được Nguembou & Sonké mô tả khoa học đầu tiên năm 2006.